# 髙澤酒造場
株式会社髙澤酒造場（たかざわしゅぞうじょう）は、富山県氷見市にある清酒などを製造・販売する日本の酒造メーカーである。『髙』の字が新字体の『高』を使用した『高澤酒造場』と表記されることも多い。
1872年、初代高澤利右ヱ門によって創業された。

## 概要
主力銘柄である『曙』は、醸造場の裏から見る有磯海岸（富山湾）から昇る美しい日の出の勢いの良さをイメージし、縁起が良いと名付けられた。富山県内の酒造メーカーで唯一、全量槽しぼりという伝統製法で醸造している。また、富山湾から吹きつける自然のあいの風を使って酒米（五百万石、雄山錦、山田錦、富の香など、地元産のものを中心に使用）や蒸米を冷やし、豊富な井戸水を使用して丁寧に仕込んでいる。
1999年4月30日に行われた曙太郎の第64代横綱昇進パーティーでは、当酒造場の四斗鏡割り樽が使用された。
2024年1月1日に発生した能登半島地震により、昭和初期に建築された米蔵が全壊するなどの被害が出たが、県内外の酒蔵関係者からの支援を受けて同年2月に酒造りが再開された。また、クラウドファウンディングにより、全壊した米蔵も再建された。

## 本社・工場
〒935-0004 富山県氷見市北大町18-7